# 猿掛城
猿掛城（さるかけじょう）は、備中国下道郡・小田郡境（岡山県倉敷市真備町妹と小田郡矢掛町横谷の境）にあった日本の城（山城）。倉敷市側は市指定史跡、矢掛町側は町指定史跡にそれぞれ指定されている。

## 概要
現在の倉敷市から矢掛町にまたがる標高243メートルの猿掛山に存在した連郭式の山城である。
その歴史は平安時代末期に遡るといわれ、武蔵七党の一角を占める児玉党の旗頭であった庄家長が備中国穂田郷（穂井田郷とも）に領地を与えられ、ここに城と居館を築いたことに始まると伝えられている。以後、戦国時代に至るまで庄氏の居城となった。
南北朝時代初期には南朝の北畠親房に属し、足利尊氏配下の高師直と戦火を交えた。
戦国時代中期の天文2年（1533年）当時の城主であった庄為資は松山城の上野頼氏を攻め滅ぼし備中半国を配下に収め、為資は松山城に移った。猿掛城には一族の穂田（穂井田）実近が入った。その後、尼子氏と結んでいた庄氏に対し、鶴首城主で備中に覇を争っていた三村家親は毛利氏と結び猿掛城を攻略した。為資と家親は家親の長男の元祐を穂田実近の養子とし猿掛城主に据えることで和睦した。この戦いについて、『安西軍策』や『陰徳太平記』の影響で、天文22年（1553年）のことと考えられてきた。しかし、古文書などの分析から、天文21年（1552年）及び永禄2年（1559年）の2回にわたって行なわれ、前者は毛利・三村側の敗北に終わっていることが判明している。
永禄11年（1568年）為資の子・庄高資は備中に侵攻した宇喜多直家に呼応したため、宇喜多氏が一時猿掛城を落とした。これに危惧を感じた毛利元就は四男の元清を遣わし猿掛城を奪取する。この年、毛利氏の援軍により家親の子の元親が高資を追い落として松山城主となり備中に覇を唱えた。
天正2年（1574年）元親が織田信長と結んだため、毛利氏と三村氏が争う備中兵乱が起こり猿掛城は三村氏攻略の前線基地となった。天正3年（1575年）5月に松山城が陥落し備中兵乱は終結、元親は自刃した。この時の戦功と元清の愁訴によって、元清は猿掛城を預かる城番となり、猿掛城の所在する備中国小田郡を中心に5千貫の知行地を与えられた。元清はそれまでの居城であった安芸桜尾城を妻の御北尾と九弟の才菊丸（後の小早川秀包）に任せて猿掛城に移り、毛利氏の東部方面への侵攻を抑える重鎮となった。また、この際に元清は在城した猿掛城のあった穂田郷という在名から穂田（穂井田）を名字とした。
天正10年（1582年）には羽柴秀吉による高松城水攻めの際、毛利輝元の本陣となった。天正11年（1583年）元清は猿掛城の西部にある茶臼山に中山城を築いて移った。猿掛城には重臣の宍戸隆家を城代として置いた。天正17年（1589年）、広島城の建設が始まると元清は普請奉行として広島に常住するようになった。
慶長5年（1600年）毛利輝元が関ヶ原の戦いにおいて西軍総大将として敗将となったため、防長2国に大幅に減封された。城の周辺は幕府領となり、猿掛城は廃城となった。
城跡は、矢掛町側が平成8年（1996年）4月1日に町の史跡に指定され、倉敷市側が10年後の平成18年（2006年）7月28日に市の史跡に指定された。